# Медичне направлення
Меди́чне напра́влення — як правило, письмове лікарське (або іншого, уповноваженого на це медичного працівника) розпорядження, зазвичай на спеціальному бланку, що доручає:
- виконання діагностичного дослідження
- консультацію в лікаря-спеціаліста
- лікування в стаціонарних умовах
- санаторно-курортне лікування
- реабілітаційне лікування
- звернутись до медико-соціальної експертної комісії

При невідкладних ситуаціях направлення може не вимагатися.
У роботі сімейного лікаря видачі направлень приділяється виняткова увага, оскільки правильна організація цієї функції зменшує кількість необґрунтованих консультацій і госпіталізацій.

## Електронне направлення
Із 1 січня 2021 року всі заклади охорони здоров’я перейшли на електронний документообіг, тобто мають видавати пацієнтам електронні направлення ( далі — е-направлення). 
Електронне направлення — це залучення лікуючим лікарем іншого надавача медичної допомоги на підставі оцінки стану здоров’я пацієнта та медичних показань для надання відповідного медичного обслуговування. Наприклад, електронне направлення до вузьких спеціалістів. 
Щоб виписати е-направлення-2024, лікар має оцінити здоров’я пацієнта. Відтак — визначити, чи наявні медичні показання для відповідних послуг згідно з галузевими стандартами у сфері охорони здоров’я та з урахуванням порядків надання медичної допомоги відповідного виду.
Використовуючи електронне направлення від лікаря пацієнт може отримати:
медичні послуги —
- - в амбулаторних умовах
  - у стаціонарних умовах
  - виїзних бригад

- лабораторні, інструментальні або функціональні дослідження

Строк дії направлення не має становити більше одного календарного року. Електронне направлення термін дії якого ще не завершився, дійсне. 